# Isdera Commendatore 112i
Der Commendatore 112i des schwäbischen Herstellers Isdera ist ein 1993 als Einzelstück gebauter Supersportwagen. Das ältere Fahrzeug hat einen 6,0-Liter-V12 mit 300 kW/408 PS (Motorcode M120), verwendet bei Mercedes-Benz bis September 1992 im S 600 (W140) bzw. S. 600 Coupe (C140), und einen obenliegenden Außenspiegel. Nachdem das Fahrzeug 1999 verkauft worden war, wurden seitlich Außenspiegel angebracht, danach kam es in Besitz des Schweizers Albert Klöti. Das Fahrzeug wurde Anfang 2017 nach Deutschland zur Sinfonia Automotive AG (ISDERA AG) verkauft und restauriert. Als der erste Wagen gebaut wurde, wurde an einem zweiten Exemplar gearbeitet, jedoch entstand nur ein Teil des Gitterrohrrahmens.

## Entwicklung/Produktion
Nachdem Mercedes-Benz in der S-Klasse einen V12-Motor auf den Markt gebracht hatte, entschloss man sich bei Isdera, einen Sportwagen mit diesem Mercedes-Benz-M-120-Motor zu entwickeln. Zudem wurde 1991 der 
Mercedes-Benz C112 ebenfalls mit V12 vorgestellt, der Konzern nahm auch 700 Vorbestellungen an, baute den Boliden aber nicht. Isdera konnte also von solider Nachfrage ausgehen.
Der Commendatore 112i wurde 1993 auf der IAA in Frankfurt vorgestellt. Der Preis betrug rund 800.000 DM. Es blieb ein Einzelstück.
Der seinerzeit unfertige zweite Gitterrohrrahmen wurde um 2018 durch Isdera an einen privaten Enthusiasten in Deutschland veräußert, welcher das Fahrzeug mit anfänglicher Unterstützung von Isdera vervollständigte. Nach zwischenzeitlichen Dissonanzen zwischen beiden, infolge unterschiedlicher Ansichten hinsichtlich des Fahrzeugaufbaus, zog sich Isdera aus dem Projekt zurück und betrachtet das hierbei entstandene Fahrzeug nicht als Isdera-Produkt.

## Technik
Der Commendatore basiert auf einem Gitterrohrrahmen, einer GfK-Karosserie mit Flügeltüren und einem Mercedes-V12-Aggregat. Zu Anfang leistete dieses Triebwerk wie im Mercedes 300 kW (408 PS). Später erhielt er einen 6,9-Liter-V12 mit 455 kW/620 PS, womit er 370 km/h erreichen konnte.
Die Kraftübertragung erledigt ein Sechsganggetriebe von Getrag. Die Scheinwerfer sind bereits vom Porsche 968 bekannt, und bei dem elektronischen Aktivfahrwerk konnte man auf die Hilfe von Bilstein bauen. Dieses ermöglicht es dem Fahrer, das Auto bei Überlandfahrten um 7 cm abzusenken. Weitere Partner waren Pirelli und BBS Kraftfahrzeugtechnik. Verzögert wird die Leistung mit Bremsen von Brembo und einem Heckspoiler, der sich beim Bremsen bis zu 80° aufstellt.
Das Fahrzeug besitzt einen etwa 200 Liter fassenden Gepäckraum.

## Fahrleistungen
Der Commendatore bringt es auf 342 km/h und beschleunigt – bei einem Gewicht von 1480 Kilogramm – in 4,1 Sekunden von 0 auf 100 km/h.